# Parvovirus
Parvovirusi so družina živalskih virusov, ki sestavljajo družino Parvoviridae. So najenostavnejši DNK-virusi, ki lahko okužijo živali in človeka. Svoje ime so dobili zaradi relativno majhnega (lat. parvus) genoma. Ravno kratka molekula DNK je vzrok, da je razmnoževanje parvovirusov močno odvisno od celičnih mehanizmov gostiteljskega organizma. Pri večini virusov te družine lahko pride do uspešne okužbe le ob sočasni prisotnosti drugih virusov pomočnikov. Družina se deli na poddružini Densovirinae in Parvovirinae. Slednja se deli še na več rodov, od katerih lahko vsaj trije okužijo človeka. Eden najpomembnejših predstavnikov družine je parvorvirus B19, povzročitelj pete otroške bolezni.

## Zgradba in razmnoževanje
Parvovirusi so majhni virusi, ki v premeru merijo od 18 do 26 nm. Obdani so z ikozaedrično kapsido, ki vsebuje 32 kapsomer. Glavna sestavina kapside, ki ne vsebuje lipidnih in saharidnih komponent, je protein VP2. V notranjsoti viriona se nahaja 5,6 kbp dolga enovijačna molekula DNK, ki je pri nekaterih virusnih predstavnikih negativno usmerjena in tako komplementarna virusni mRNA. Razmnoževanje parvovirusov je kompleksen proces, ki se med posameznimi rodovi močno razlikuje. Po namnožitvi virusi povzročijo celično smrt, ki se začne s procesom razgradnje jedrne ovojnice in plazmaleme.

## Razdelitev
Družina parvovirusov se deli na dve poddružini Densovirinae in Parvovirinae, od katerih je druga za človeka pomembnejša. V njej najdemo tri rodove, katerih predstavniki lahko okužijo ljudi. V rod Ertythrovirus uvrščamo viruse, ki se razmnožujejo v eritroidnih celicah, predhodnikih eritrocitov. Najpomembnejši predstavnik tega rodu je parvovirus B19, najbolj poznan kot povzročitelj pete otroške bolezni, vendar je odgovoren tudi za številna druga bolezenska stanja. Človeške celice lahko okužijo tudi virusi iz rodu Dependovirus, vendar ti za svoje razmnoževanje potrebujejo pomoč virusov pomočnikov. Na podlagi filogenetske analize je bil v družino parvovirusov uvrščen tudi rod Bocavirus. Vloga te skupine virusov pri razvoju bolezni zaenkrat še ni povsem raziskana.